# Аранда, Хуан Игнасио
Хуан Игнасио Аранда (исп. Ignacio Lopez Aranda, mejor conocido como Juan Ignacio Aranda) (6 февраля 1962, Мехико, Мексика) — мексиканский актёр театра, кино и телесериалов. Рост актёра — 180 см.

## Биография
Родился 6 февраля 1962 года в Мехико в семье актёра Игнасио Лопес Тарсо. В 1978 году поступил в мексиканский центр искусств, параллельно с этим учился в Лондоне в Конклинской художественной мастерской, в Мексике в академии UNAM и в США в Международном университете. Получив 4 диплома, он решил связать свою жизнь с кинематографом и решил взять себе в качестве псевдонима имя Хуан и в 1981 году актёр дебютирует в кино в эпизоде в фильме Цвет нашей кожи. С 1984 года он регулярно снимается в мексиканских фильмах и сериалах, по состоянию на сегодняшний момент у него 43 работы в кино. Параллельно с работами в кинематографе, актёр выступает также в театре в спектаклях Гамлет, Дракула, Императрица Карлотта и других... В 1989 году актёр снялся в телесериале Просто Мария, где он сыграл роль адвоката Пабло Альвеара, но в титрах его имя почему-то указано не было, а в 2005 году он снялся в телесериале Мачеха в роли судьи в Арубе, где он в обоих сериалах снялся вместе с Викторией Руффо. Он также является директором, академиком и доцентом Академии театрального искусства и Культурного центра Сан-Фернандо.
Хуан Аранда снялся более чем в пятнадцати фильмах, среди которых «Эль отро», «Фидель», «Скрытые измерения» и «Преступление отца Амаро». Принимал участие более чем в двадцати сериалах, телепрограммах и программах.

## Фильмография

### Сериалы

#### Свыше 2-х сезонов
- 1985—2007 — Женщина, случаи из реальной жизни (17 сезонов).
- 2008—12 — Кападокия — Флавио (3 сезона) (Мексика—США).
- 2008—по с.д — Роза Гваделупе — Эрнесто (5 сезонов).
- 2011—по с.д — Как говорится — Анибал (6 сезонов).
- 2013—по с.д — Повелитель небес — Рамиро Сильва де ла Гарса (4 сезона) (США—Мексика—Колумбия).

#### Televisa
- 1984 — Счастливые годы — Хорхе.
- 1990 — Сила любви
- 1992 — Треугольник — Вилли Линарес.
- 1994 — Кристальная империя — Флавио.
- 1996 — Песня любви
- 1997 — Ад в маленьком городке — Бальдомеро.
- 2002 — Между любовью и ненавистью — Факундо.
- 2002—03 — Да здравствуют дети
- 2002—03 — Таковы эти женщины — Карлос.
- 2003 — Немного блошек — Хулиан Монтес.
- 2003—04 — Ночная Марианна — Доктор Хорхе Лосано.
- 2005 — Супруга—девственница — Данте.
- 2005—07 — Мачеха — Судья в Арубе.
- 2007—09 — Пантера — Сенатор.
- 2008 — Дорогой враг
- 2008—09 — Клянусь, что люблю тебя — Реба.
- 2009 — Море любви — Прокурор.
- 2011 — Очарование орла — Феликс Диас.
- 2012—13 — Потому, что любовь решает всё

##### Не указанные в титрах
- 1989—90 — Просто Мария — Пабло Альвеар (дубл. Сергей Паршин).

### Телефильмы
- 2002 — Куба либре — Альберто Байо.

### Фильмы
- 1981 — Цвет нашей кожи
- 1986 — Миссия убивать — Мигель.
- 1988 — Без паники — Тони.
- 1989 — Эрик — Рикардо.
- 1991 — Жадность смерти
- 2002 — Тайны отца Ампаро — Шато Агилар.
- 2010 — Идальго — Хосе Кинтана.
- 2013 — Панчо Вилья: Дорога страсти — Альваро Оберегон.
- 2014 — Безупречное послушание — Падре Галавис.
- 2015 — Апарисио — Асдрубал Домингес.
- 2016 — Параллельные пути — Директор больницы.

## Награды и премии
Хуан Игнасио Аранда — обладатель 4 театральных наград:
- 1981 — Лучшее театральное откровение.
- 2002 — Лучший театральный актёр второго плана.
- 2003 — Лучший театральный актёр второго плана.
- 2008 — Лучшее театральное мастерство